# Nickeltellurid
Nickeltellurid ist eine anorganische chemische Verbindung des Nickels aus der Gruppe der Telluride mit der Formel NiTe. Einige Quellen behaupten, die Verbindung sei eine Mischung aus den Verbindungen NiTe0,775 und Nickelditellurid.

## Vorkommen
Nickeltellurid kommt natürlich in Form des „Minerals“ Imgreit vor, dessen Status als eigenständige Mineralart allerdings angesichts der Unsicherheit hinsichtlich der genauen Zusammensetzung nach Prüfung durch die International Mineralogical Association (IMA) 1966 zurückgewiesen wurde.

## Gewinnung und Darstellung
Nickeltellurid kann durch Reaktion von Tellur mit Nickel(II)-chlorid in Natriumhydroxidlösung oder direkt von Nickel mit Tellur bei 600 °C gewonnen werden.

## Eigenschaften
Nickeltellurid ist ein grauer geruchloser Feststoff, der praktisch unlöslich in Wasser ist. Die Verbindung ist an der Luft bis ca. 400 °C stabil. Ab dieser Temperatur tritt Oxidation ein.
{\displaystyle \mathrm {2\ NiTe+O_{2}\longrightarrow NiTe_{2}+NiO} }
Er besitzt eine hexagonale Kristallstruktur mit der Raumgruppe P63/mmc (Raumgruppen-Nr. 194).

## Verwandte Verbindungen
Mit Nickelditellurid (NiTe2, CAS-Nummer: 12035-59-5) das natürlich als Melonit vorkommt und eine Phasenbreite von NiTe1,09 bis NiTe2,0 besitzt, Trinickelditellurid (Ni3Te2) und dem orthorhombischen NiTe0,775 gibt es mindestens drei weitere Nickeltelluride.